# جوزيف ها
جوزيف ها (بالصينية: 夏志誠) هو كاهن كاثوليكي صيني، ولد في 4 مارس 1959 في هونغ كونغ في الصين.